# Benedek Fliegauf
Benedek Fliegauf, aussi connu sous le nom de Bence Fliegauf, né à Budapest en 1974, est un cinéaste hongrois, également scénariste et ingénieur du son.

## Biographie
Pour Tejút (réalisé entre 2006 et 2007), Benedek Fliegauf cosigne la musique avec le Raptors’ Kollektiva. Ce film a par ailleurs été récompensé par le Léopard d'or, section Cinéastes du présent, au Festival international du film de Locarno 2007.
On a pu rapprocher l'atmosphère de ses films, plus poétiques que strictement narratifs, de la musique "ambient" de Brian Eno.
Comme chez d'autres réalisateurs magyars récents, tels Béla Tarr ou Péter Gárdos, se voient privilégiés la durée du plan, éventuellement fixe, l'atmosphère sonore et/ou musicale, ainsi qu'un certain hermétisme poétique.
En 2015 il est membre du jury des longs métrages de la compétition internationale lors du 34e Festival international du film d'Istanbul, sous la présidence de Rolf de Heer.

## Propos et démarche
Fin 2007, au troisième festival de Mont-Saint-Aignan, À l'Est du nouveau, Benedek Fliegauf a très brièvement présenté son film Tejút avant la projection, mais n'est volontairement pas revenu ensuite, probablement pour laisser aux spectateurs leurs impressions personnelles et ne pas leur imposer d'interprétation(s).

## Filmographie
- 1999 : Határvonal (Border line),  30 min.
- 2001 : Hypnos, 15 min.
- 2001 : Beszélő fejek (Talking heads),  27 min.
- 2002 : A BBTE története (The history of BBTE)
- 2002 : Van élet a halál előtt? (Is there life before death?), 130 min.
- 2003 : Rengeteg (Forest), couleurs, 95 min.
- 2004 : Dealer, couleurs, 136 min.
- 2004 : Európából Európába (From Europe to Europe)
- 2004 : A sor (The line), 15 min.
- 2005 : Pörgés
- 2007 : Tejút (Milky Way, La Voie lactée), couleurs, 82 min.
- 2008 : Csillogás
- 2010 : Womb, couleurs, 107 min.
- 2011 : Szállnak a varjak
- 2012 : Just the Wind (Csak a szél)
- 2016 : Liliom ösvény
- 2021 : Forest - I See You Everywhere (Rengeteg - mindenhol látlak)

## Récompenses et distinctions
- Meilleur réalisateur au Film Forum Zadar 2014 pour Just the Wind
- Ours d'argent au Festival de Berlin 2012 pour Just the Wind